# رودولف كارتر
رودولف كارتر (بالألمانية: Rudolf Katscher)‏ (إسمه الأصلي رودولف كاكسر)، هو مدير تلفزي، و صانع أفلام، و كاتب سيناريوهات، و منتج من أصل نمساوي عمل في الغالب في التلفزيون البريطاني، و على وجه الحصر لهيئة الإذاعة البريطانية. و لد رودولف بتاريخ 17 أبريل 1904، و توفي في 7 يونيو سنة 1992

## روابط خارجية
- رودولف كارتر على موقع IMDb (الإنجليزية)
- رودولف كارتر على موقع أول موفي (الإنجليزية)
- رودولف كارتر على موقع قاعدة بيانات الأفلام السويدية (السويدية)
- رودولف كارتر على موقع قاعدة بيانات الفيلم (الإنجليزية)
- رودولف كارتر على موقع كينوبويسك (الروسية)